# Hardwick (Minnesota)
Hardwick – miasto w Stanach Zjednoczonych, w stanie Minnesota, w hrabstwie Rock.